# Génovésat
Génovésat (en italien Genovesato) est le terme qui était utilisé autrefois, et parfois encore de nos jours, pour désigner le territoire qui depuis la seconde moitié du XIe siècle a été soumis à la Compagna Communis, qui fut au Moyen Âge l'embryon de la future commune de Gênes et par la suite la république de Gênes.
Dans le passé, ce terme désignait toutefois l'ensemble des territoires dépendant directement de Gênes, en excluant les villes confédérées et les « fiefs impériaux » (Feudi Imperiali) soumis au Saint-Empire romain germanique.
À cet égard, le Génovésat était le domaine de Gênes au sens strict. Aujourd'hui, la signification du terme se confond avec celle de province de Gênes, même si de plus en plus souvent on ait tendance à oublier le sens ancien pour privilégier l'acception « génoise » du terme.
Actuellement, on utilise le terme de Génovésat pour indiquer la partie de la province de Gênes qui gravite plus autour du chef-lieu provincial, et plus particulièrement le territoire allant de Camogli à Cogoleto, le haut Val Trebbia, la haute vallée de la Scrivia, la Valle Stura, le Val Bisagno et le Val Polcevera. Parfois, en langage journalistique, on emploie à tort « dans le Génois » au lieu de l'expression correcte « dans le Génovésat ».